# Ninh Tân (xã)
Ninh Tân là một xã thuộc thị xã Ninh Hòa, tỉnh Khánh Hòa, Việt Nam.